# Универсидад Сан-Мартин
«Универсида́д Сан-Марти́н» (исп. Universidad San Martín de Porres) — перуанский футбольный клуб, из города Лима. Трёхкратный чемпион Перу. Один из самых динамично развивающихся клубов страны в начале XXI века.

## История
«Универсидад Сан-Мартин» был основан в Лиме в 2004 году.
В 2005 году команда заняла четвёртое место в чемпионате и участвовала в квалификационных играх Южноамериканского кубка 2006 года. Но «Коронель Болоньеси» был сильнее по разнице забитых и пропущенных мячей.
В начале 2007 года «Универсидад Сан-Мартин» выиграл Апертуру Перу и получил путёвку в основной этап Кубка Либертадорес 2008 года. В конце года в финальных играх за титул против победителей Клаусуры «Коронель Болоньеси» было добыто первое чемпионское звание, что дало «Универсидад Сан-Мартину» право принять участие в розыгрыше Кубка Либертадорес 2008 года без квалификационных игр.
В целом команда показала весьма достойную игру в КЛ-2008, одержав две домашние победы над будущими победителями группы «Ривер Плейтом» (2:0) и «Америкой» (1:0) из Мехико. Лишь в последнем матче в гостях перуанцы крупно уступили более опытному «Риверу» (0:5). Неудачи (два поражения со счётом 1:0) с чилийским «Универсидад Католика» не позволили Универсидад Сан-Мартину серьёзно претендовать на выход из группы.
В 2008 и 2010 годах «Сан-Мартин» выиграл ещё два титула чемпионов Перу. В сводной таблице чемпионата Перу за всю историю по состоянию на окончание 2015 года команда занимала 14-е место.

## Достижения
- Чемпион Перу (3): 2007, 2008, 2010